# Thoracica
Thoracica zijn een superorde van zeepokken.

## Taxonomie
De volgende ordes zijn bij de superorde ingedeeld:
- Cyprilepadiformes
- Ibliformes
- Lepadiformes
- Scalpelliformes
- Sessilia